# 林煥鈞
林煥鈞（2000年10月18日—），臺灣藝人，現為凱渥旗下模特兒，男子團體Ozone成員。粉絲名為鈞團。

## 生平
林煥鈞出生於新北市。
林煥鈞在高中時期獲韓國娛樂經紀公司SM娛樂挑選，在韓國擔任過半年練習生。2019年林煥鈞參加中國大陸選秀節目《創造營2019》，獲挑選擔任該節目主題曲舞蹈中心位，但被中國大陸網民指控他和家人在社交媒體上發表的貼文為「臺獨」後退賽。
2022年林煥鈞再參加臺灣選秀節目《原子少年》，再次被選為主題曲中心位並編列到「土星」組，該組在比賽第四輪遭淘汰後獲導師救回編入「地球」組，並隨「地球」以組別第二名成績畢業。比賽完結後，林煥鈞在節目官方最後人氣投票中排名第一，與另外四名「地球」組成員林佳辰、周祖安、黃文廷、周子翔包攬人氣投票頭五名，按賽制組成人氣團準備出道；在9月13日連同節目中「火星」組的李哲言，以Ozone團名正式出道並發行單曲及迷你專輯。

## 參與節目
| 年份   | 節目名稱          | 頻道     | 備註              |
| ------ | ----------------- | -------- | ----------------- |
| 2019年 | 創造營2019        | 騰訊視頻 | 退賽              |
| 2022年 | 原子少年          | TVBS     | 作為Ozone成員出道 |
| 2023年 | Ozone夏日青春冒險 | MyVideo  | Ozone團綜         |

## 戲劇

### 電視劇
| 年份   | 名稱                           | 頻道     | 角色             |
| ------ | ------------------------------ | -------- | ---------------- |
| 2016年 | 倩女魂不優                     | 中視     |                  |
| 2016年 | 我家的方程式                   | 大愛電視 | 阿永（青年）     |
| 2020年 | 你的孩子不是你的孩子必須過動篇 | 公視     | 周啟正           |
| 2024年 | 省省吧！我家富貴發             | 三立     | 煥鈞（特別演出） |

### 微電影
| 年份 | 名稱     |
| ---- | -------- |
| 2013 | 阿卡天使 |

### 音樂錄影帶
- 許茹芸《愛就愛吧》
- 羅大佑《西風的話》
- 陳勢安《不如我們》
- 陳勢安《全世界我只想保護你》

## 音樂作品

### 個人單曲
- 先慢一步

## 外部連結
- 凱渥模特兒經紀公司資料 （页面存档备份，存于）
- 林煥鈞的Facebook專頁
- 林煥鈞的Instagram帳戶
- 林煥鈞的新浪微博